# Bisbat de Rutana
El bisbat de Rutana (francès: Diocèse de Rutana); llatí: Dioecesis Rutana) és una seu de l'Església catòlica a Burundi, sufragània de l'arquebisbat de Gitega.
Al 2020 tenia 264.974 batejats d'un total de 710.208 habitants. Actualment la seu es troba vacant.

## Territori
La diòcesi comprèn la província de Rutana. La seu episcopal és la ciutat de Rutana, on es troba la catedral de Sant Josep. El territori s'estén sobre 2.180 km² i està dividit en 15 parròquies

## Història
La diòcesi va ser erigida el 17 de gener de 2009 amb la butlla Ad aptius provehendam del papa Benet XVI, amb parts del territori de les diòcesis de Bururi i de Ruyigi.

## Cronologia episcopal
- Bonaventure Nahimana (17 de gener de 2009 - 19 de febrer de 2022 nomenat arquebisbe de Gitega)
  - Bonaventure Nahimana, des del 19 de febrer de 2022 (administrador apostòlic)

## Estadístiques
El 2019, la diòcesi tenia 264.974 batejats sobre una població de 710.208 persones, equivalent al 37,3% del total.
| any  | població | població | població | sacerdots | sacerdots       | sacerdots       | sacerdots             | diàques | religiosos | religiosos | parroquies |
| ---- | -------- | -------- | -------- | --------- | --------------- | --------------- | --------------------- | ------- | ---------- | ---------- | ---------- |
| any  | batejats | total    | %        | total     | clergat secular | clergat regular | batejats por sacerdot | diàques | homes      | dones      |            |
| 2009 | 168.160  | 378.387  | 44,4     | 23        | 20              | 3               | 7.311                 |         |            | 30         | 11         |
| 2010 | 168.160  | 378.387  | 44,4     | 25        | 21              | 4               | 6.726                 |         | 5          | 30         | 11         |
| 2014 | 205.767  | 595.857  | 34,5     | 30        | 24              | 6               | 6.858                 |         | 9          | 51         | 12         |
| 2017 | 286.365  | 637.378  | 44,9     | 36        | 27              | 9               | 7.954                 |         | 11         | 54         | 12         |
| 2020 | 264.974  | 710.208  | 37,3     | 82        | 72              | 10              | 3.231                 |         | 12         | 94         | 15         |